# Léon Alphonse Morimont
Léon Alphonse Morimont foi um engenheiro agrônomo belga contratado para ser o diretor da Fazenda São João da Montanha no final do século XIX.

## Biografia
Em dezembro de 1893 Morimont chegou à cidade de Piracicaba, onde com o apoio de Jorge Tibiriçá foi o responsável por uma ampla gama de atividades na cidade.